# Єрмолкино (Белебеївський район)
Єрмо́лкино (рос. Ермолкино, башк. Ермолкин) — село у складі Белебеївського району Башкортостану, Росія. Адміністративний центр Єрмолкинської сільської ради.
Населення — 625 осіб (2010; 562 в 2002).
Національний склад:
- чуваші — 90 %